# Лос Пољос Ерманос
Лос Пољос Ерманос (шп. Los Pollos Hermanos; превод са шпанског Пилећа браћа) је ресторан брзе хране са прженом пилетином настао у телевизијској серији Чиста хемија и Боље позовите Сола. У измишљеном универзуму  Лос Пољос Ерманос је водећа организација за производњу и дистрибуцију мета чији је власник Гас Фринг. Ресторан који се користио за снимање серије је ресторан Твистерс у Саут Валију у Новом Мексику, а Твистерс је забележио пораст посетилаца након емитовања Чисте хемије. Због популарности серије, Лос Пољос Ерманос се у бројним приликама појављивао као поп-ап ресторан из стварног живота.

## Историја у универзуму
Лос Пољос Ерманос основали су Чилеанци Гас Фринг и Макс Аркиниега у Мексику. Прича испричана у измишљеној телевизијској реклами сугерише да је инспирисана рецептима које су осмислили Гасови ујаци. На крају је Гас емигрирао у Сједињене Државе и отворио подружнице првенствено у Новом Мексику, а ланац је нарастао на преко десетак локација широм америчког југозапада. Камиони Лос Пољос Ерманоса коришћени су за кријумчарење дроге произведене за измишљене нарко-картеле преко границе Мексика и Сједињених Држава. Велика фарма кокошака за Лос Пољос Ерманос на периферији Албукеркија послужила је као параван где се заправо производила дрога.
Компанија је на крају постала подружница измишљеног немачког конглометра, Madrigal Electromotive GmbH, чије везе је Фринг користио да додатно повећа домет свог легалног и илегалног пословања. Након Фрингове смрти ресторан је затворен, а водећи ресторан у Албукеркију вратио се у Твистерс, исти ресторан који се користи као за снимање у стварном животу. 